# Sepiida

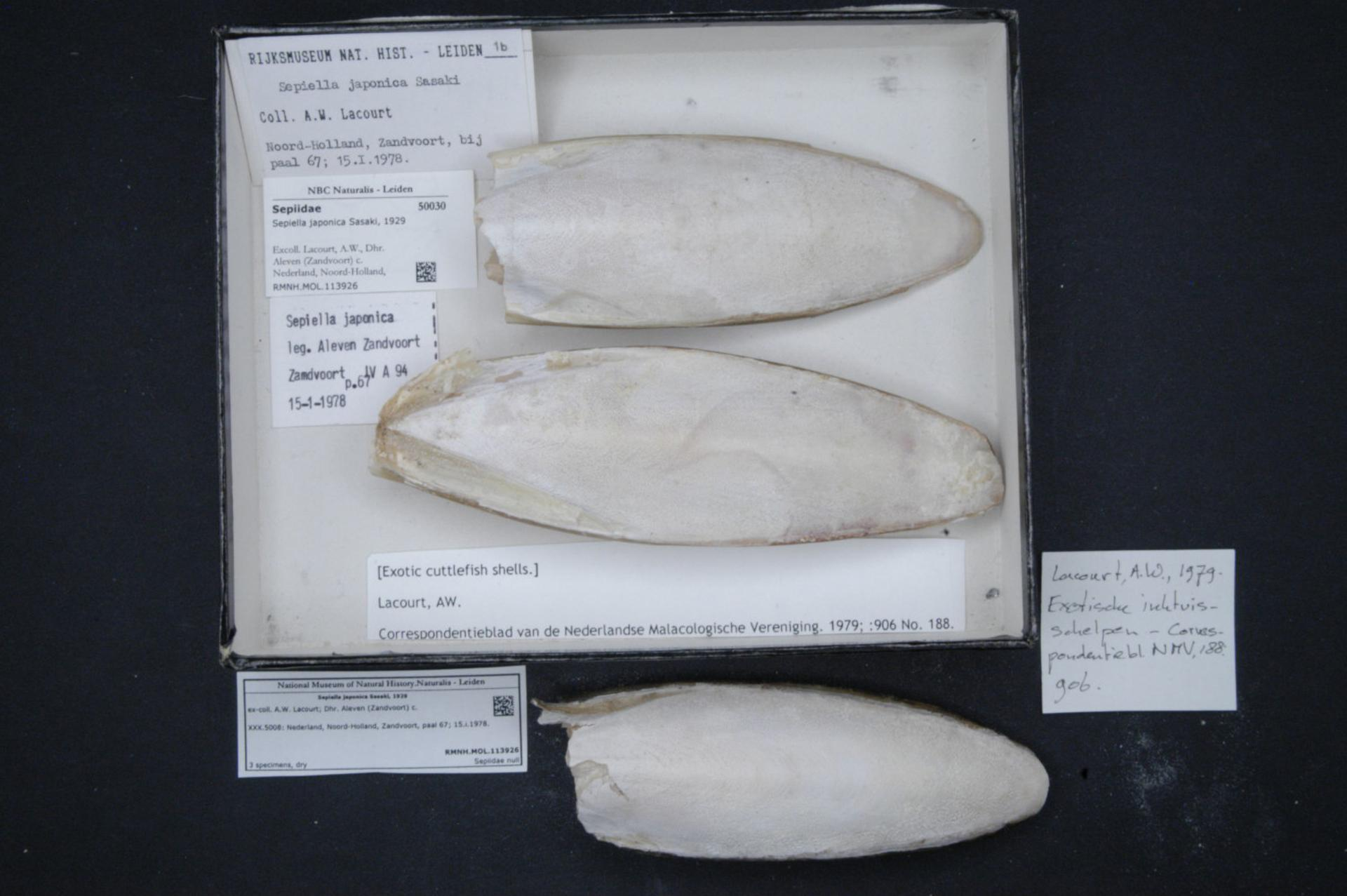
Sepiella japonica Sasaki, espécimen de museo.

Los sepíidos (Sepiida) son un orden de moluscos marinos cefalópodos del orden Sepiida, conocidos con el nombre de sepia, jibia, hasi, choco o cachón. Pertenecen a la clase Cephalopoda, que también incluye a los calamares, los pulpos y los nautilos. Las sepias tienen una concha interna única, el jibión, que se utiliza para controlar la flotabilidad.
Las sepias tienen grandes pupilas en forma de W, ocho brazos y dos tentáculos provistos de ventosas denticuladas, con las que aseguran a sus presas. Por lo general, su tamaño oscila entre los 15 y los 25 cm, y la especie más grande, la sepia gigante (Sepia apama), alcanza los 50 cm de longitud de manto y más de 10,5 kg de masa.
Las sepias se alimentan de pequeños moluscos, cangrejos, camarones, peces, pulpos, gusanos y otras sepias, que mastica gracias a su pico triturador, usado otras veces como defensa de último remedio. Sus depredadores son delfines, tiburones, peces, focas, aves marinas y otras sepias. La esperanza de vida típica de una sepia es de 1 a 2 años. Los estudios indican que las sepias se encuentran entre los invertebrados más inteligentes. Las sepias también tienen una de las mayores proporciones cerebro–cuerpo de todos los invertebrados.
El mundo grecorromano valoraba la sepia como fuente del singular pigmento marrón que la criatura libera por su sifón cuando se alarma. La palabra que la designa tanto en griego como en latín y en el español, sepia, se refiere ahora al color marrón rojizo sepia.
Las sepias son un ejemplo de la modificación de la concha característica de la mayor parte de los cefalópodos: es sumamente reducida y queda oculta bajo la cara dorsal del cuerpo, cubierta por los pliegues laterales del manto. En el caso de la sepia, dicha concha tiene forma de cuchara. De sus tabiques originales no quedan más que unas láminas calcáreas, que parten de la capa córnea para descender oblicuamente hacia la zona ventral del cuerpo.
Alcanza los 30 a 40 cm de longitud. Vive en el fondo de los mares poco profundos, generalmente entre las hierbas acuáticas y las algas. Está muy bien adaptada para nadar entre dos aguas, actividad que practica intensamente. Se desplaza mediante una ondulación progresiva de los pliegues laterales del manto. A veces también recurre a la energía reactiva, expulsando el aire de la cavidad paleal por el tubo del embudo. En caso de peligro, este modo de locomoción permite una rápida huida, efectuando verdaderos saltos en el agua. Se encuentra entre las especies comestibles.
Existe una especie venenosa: Metasepia pfefferi.

## Cambio de color

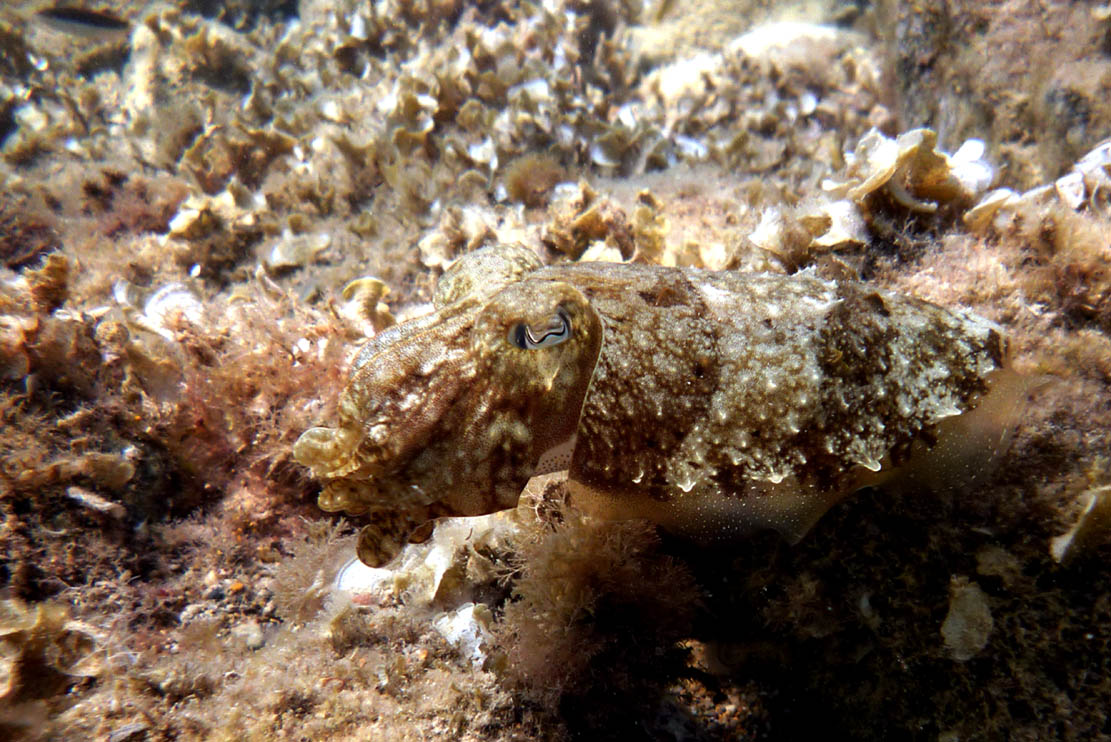
Sepia mostrando su camuflaje de acuerdo con el fondo.

Las sepias son capaces de algunas de las respuestas de camuflaje más dinámicas en el reino animal. Pueden cambiar sus patrones corporales rápidamente porque los cromatóforos en su piel están bajo control neuronal directo.
Tienen tres estructuras: los leucóforos que dispersan la luz, los órganos cromatóforos pigmentados y los iridóforos que reflejan la luz todos ubicados en su piel.
Células con forma de estrella cuyos brazos son músculos y cuyo centro es un saquito de pigmento. Estos músculos están directamente conectados al cerebro, lo que permite a la sepia un gran control sobre ellos y un cambio de color en 2 segundos. Cuando los músculos se excitan, dilatan el cromatóforo, y el pigmento se hace visible en la piel de la sepia.

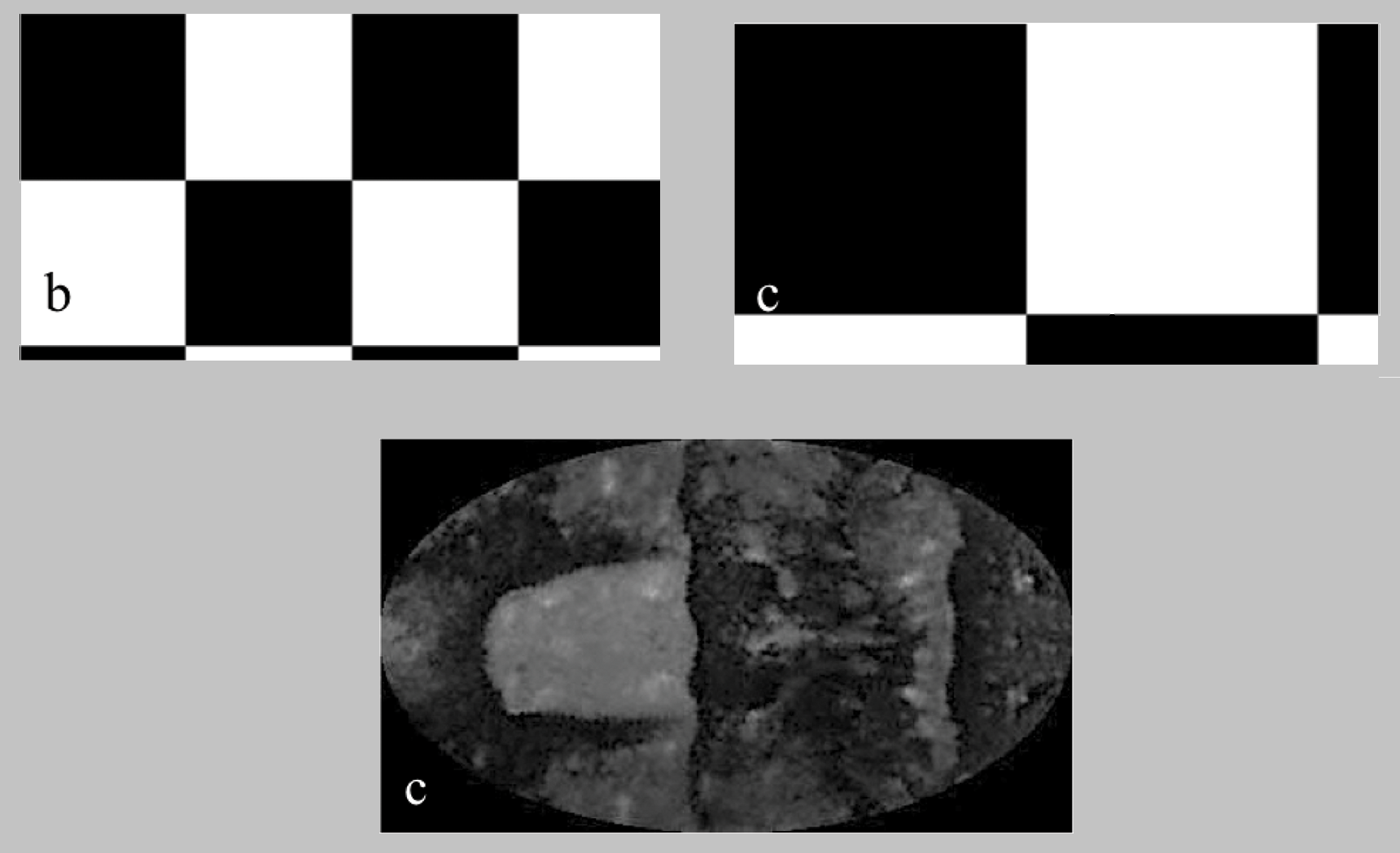
Camuflaje en tablero

### Camuflaje
Las jibias también usan el contraste y los bordes de los patrones visuales para ayudar a dictar su respuesta de camuflaje.

Las sepias tienen distintos efectos cromáticos. Por ejemplo, pueden imitar los colores del fondo y mimetizarse perfectamente. También pueden generar un estampado móvil que se desplace en dirección contraria a la suya, con lo que los depredadores se desorientan al no saber su dirección ni su velocidad. Otro efecto es el aspecto deimático (simular dos ojos en la espalda), que utilizan para parecer más grandes y amenazadoras. Cuando se camuflan, estas reproducen una aproximación increíblemente similar al de su entorno visual, en su propia piel. Para ello, siguen un procedimiento todavía escasamente estudiado pero de gran interés para la ciencia.

### Comunicación
La luz solar, al tocar el agua, se polariza. Los factores de polarización no son visibles para todos los animales, pero sí para las sepias. Utilizando sus iridóforos pueden reflejar esos patrones de manera que pueden avisar a otras sepias, mientras están camufladas, sin que el depredador note ningún cambio. Tras diferentes experimentos, los investigadores han informado que con base en cada tipo de estímulo, genera los mismos patrones de coloración.

### Apareamiento
Los machos grandes custodian a las hembras con las que se van a aparear, y entonces los machos pequeños no pueden reproducirse. Por ello, imitan los colores y los movimientos de las hembras, se acercan a las custodiadas y engañan al macho grande. Cuando fecundan a la hembra, vuelven a mostrar su apariencia de macho y huyen.
En otro estudio se enseñó a una sepia una x cada vez que se le iba a entregar comida. Cuando no se le entregó comida, mostró en su espalda una x, demostrando que había asociado este símbolo a la obtención de alimento, y el control que tiene sobre sus cromatóforos, no automático, sino completamente elaborado y consciente.

## Anatomía

### Jibión
La sepia tiene una suerte de hueso interno, de hecho una concha interna, llamado jibión, hecho de carbonato de calcio. Es poroso, y tiene la capacidad de modificar su flotabilidad al llenarse o vaciarse de gas y líquido, de manera similar a la vejiga natatoria de los peces, permitiendo a la sepia nadar a mayor o menor profundidad. El jibión o hueso de sepia se encuentra solamente en la sepia, y es una de las características que las hacen diferentes de calamares y otros moluscos. Por su alto contenido en calcio, es utilizado como alimento para las aves de compañía.

### Ojos
Los ojos de la sepia se encuentran entre los más desarrollados en el reino animal. La forma en que se desarrollan los ojos de cefalópodos es fundamentalmente diferente de la de los vertebrados como los humanos, pero su forma de trabajar es bastante similar. Aunque no pueden ver el color, pueden percibir la polarización de la luz, lo que mejora su capacidad de ver el contraste. Tienen dos manchas de sensores concentrados en su retina (conocida como fóvea), uno lo usan para mirar más hacia adelante, y otro para mirar más hacia atrás, permitiéndoles un alto ángulo de visión. Su visión es 2 veces el ángulo del ojo del humano.

### Corazones y sangre
La sangre de la sepia es de un inusual color verde-azulado, ya que utiliza la proteína hemocianina, que contiene cobre, para transportar oxígeno (en lugar de la proteína hemoglobina que contiene hierro y que se encuentra en los vertebrados). La hemocianina no es tan buena transportando oxígeno como la hemoglobina. Lo más interesante y sin duda algo que la distingue del resto de mundo animal es que su sangre es bombeada por tres "corazones" separados. Dos de ellos se utilizan para el bombeo de la sangre al par de branquias de la sepia (un corazón para cada una de ellas), y el tercer corazón es para el bombeo de la sangre por todo el resto del cuerpo.

## Elogio de la sepia
En su breve texto Pequeño discurso cristiano sobre la inmortalidad del alma, el filósofo libertino francés François de La Mothe Le Vayer incluyó un elogio de la sepia, de la que destacaba su capacidad de desaparecer a través de una nube de tinta negra.